# Poa nipponica
Poa nipponica är en gräsart som beskrevs av Gen-Iti Koidzumi. Poa nipponica ingår i släktet gröen, och familjen gräs. Inga underarter finns listade i Catalogue of Life.